# Justinus (consul in 540)
Flavius Mar. Theodorus Petrus Valentinus Rusticius Boraides Germanus Iustinus, meestal gewoon aangeduid als Justinus (Oudgrieks:Ἰουστίνος), (Constantinopel, ca. 525 – Alexandrië, 566) was een Oost-Romeinse (Byzantijnse) aristocraat en generaal, die in 540 op jonge leeftijd benoemd werd tot een van de laatste Romeinse consuls.

## Korte levensbeschrijving
Justinus werd rond 525 als de oudste zoon van Germanus en diens vrouw Passara geboren. Germanus was een neef van de Byzantijnse keizer Justinianus I (r. 527-565) en dus een lid van de ruimere Justiniaanse dynastie. Hij was ook een achterneef van Justinianus zijn opvolger, Justinus II (r. 565-578). In 540 werd hij op zeer jonge leeftijd benoemd tot gewoon consul. Op dat punt was hij reeds in het bezit van de titel van vir illustris en de erebaan van comes domesticorum.
Zijn dood volgde kort na de troonopvolging door Justinus II. Naar verluidt werd hij op instigatie van Sophia, de vrouw van Justinus II, in zijn slaap vermoord in Alexandrië, waar hij op dat moment een hoge bestuurlijke functie vervulde.

## Voetnoten
1. ↑  Het Mar. in zijn naam kan een afkorting zijn van Marcellus, Marcianus of Marianus. Martindale, Jones & Morris (1992), p. 750
2. ↑  Martindale, Jones & Morris (1992), blz. 750